# Har Choma

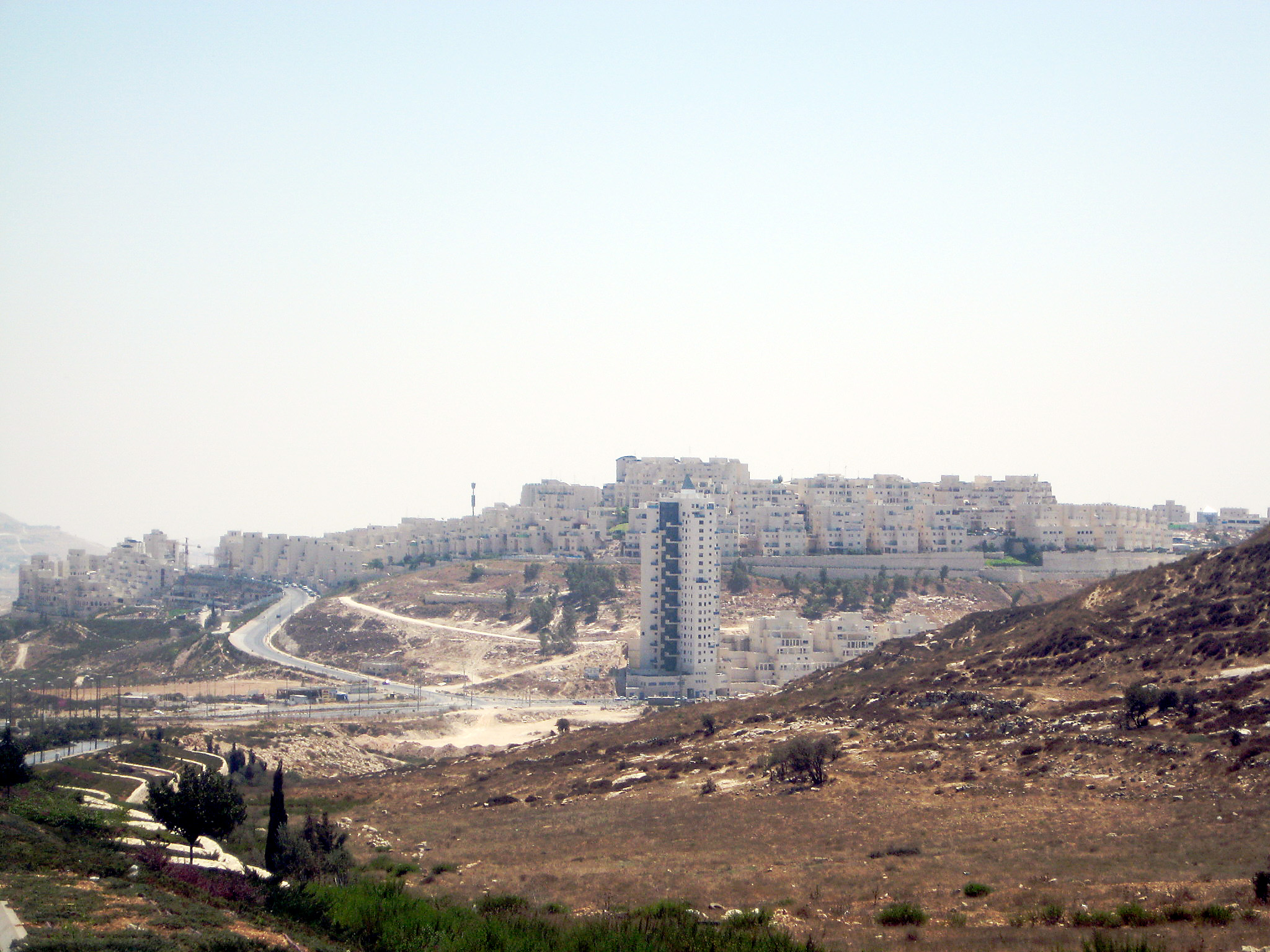
Har Choma

Har Choma (hebrejsky: הר חומה; arabsky: جبل أبو غنيم, Džebel Abú Ghneim) je židovská čtvrť v jihovýchodním Jeruzalémě. Nachází se mezi kibucem Ramat Rachel a Betlémem.

## Dějiny
V letech 1948 až 1967 byla tato část města okupována Jordánskem a v současné době je nárokována Palestinskou autonomií jako součást zamýšleného hlavního města Palestinského státu. Evropská unie a Spojené státy kritizují dlouhodobě výstavbu bytů v této čtvrti, avšak Izrael tyto kritiky odmítá s tím, že bytová politika v rámci Jeruzaléma se liší od politiky na Západním břehu. Poukazují na skutečnost, že Jeruzalém byl v roce 1980 v rámci tzv. Jeruzalémského zákona prohlášen za nedělitelné hlavní město Izraele a za součást izraelského území.
Židé vykoupili tři čtvrtiny půdy na místě současné Har Chomy ve 40. letech 20. století a Židovský národní fond zde posléze vysázel stromy. Zbylou čtvrtinu patřící Arabům vykoupili Židé v následujících letech. Masovou výstavbu bytů (plánovaných 32 tisíc) vyhlásil v roce 1997 tehdejší premiér Benjamin Netanjahu a tento krok přinesl velké mezinárodní odsouzení (130 států světa se postavilo proti Izraeli a pouze Spojené státy spolu s několika tichomořskými státy za Izrael). K roku 2008 žije v této městské čtvrti zhruba 4 tisíce rodin a nachází se zde 12 školek, 6 pečovatelských center, 2 gymnázia, 3 lékařské kliniky a 3 obchodní centra.

## Demografie
Plocha této městské části dosahuje 2523 dunamů (2,523 kilometru čtverečního).
| Rok            | 2000 | 2002  | 2003  | 2004  | 2005  | 2006  | 2007  | 2008  |
| -------------- | ---- | ----- | ----- | ----- | ----- | ----- | ----- | ----- |
| Počet obyvatel | 763  | 1 125 | 2 152 | 3 354 | 4 604 | 6 040 | 7 545 | 9 615 |